# Volques Tectosages
Pour les articles homonymes, voir Tectosages (homonymie).
Les Volques Tectosages sont un peuple celte originaire de Bohême, où ils se seraient installés d'après Jules César (se référant lui-même à un ouvrage d'Ératosthène du IIIe siècle av. J.-C.) , dans la forêt hercynienne.

« Il fut un temps où les Gaulois surpassaient les Germains en bravoure, portaient la guerre chez eux, envoyaient des colonies au-delà du Rhin parce qu'ils étaient trop nombreux et n'avaient pas assez de terres. C'est ainsi que les contrées les plus fertiles de la Germanie, au voisinage de la forêt Hercynienne, forêt dont Eratosthène et certains autres auteurs grecs avaient, à ce que je vois, entendu parler, – ils l'appellent Orcynienne – furent occupées par les Volques Tectosages, qui s'y fixèrent ; ce peuple habite toujours le pays, et il a la plus grande réputation de justice et de valeur militaire. »

## Histoire

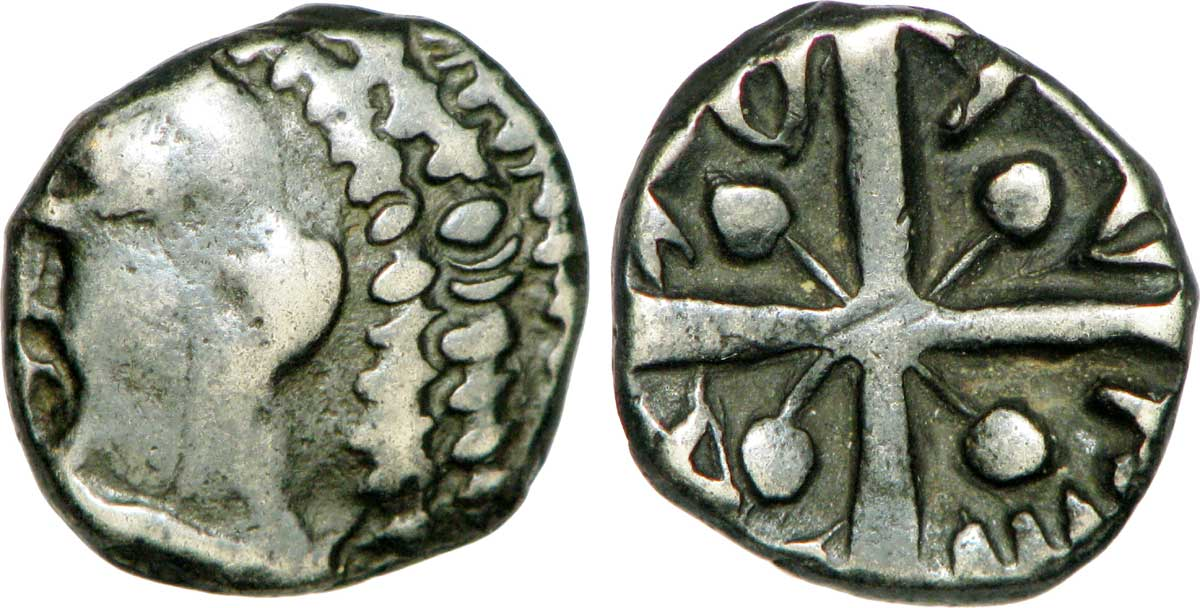
Drachme aux légendes ibériques frappée par les Volques Tectosages. Date :
Description revers : Dans une rouelle à quatre rayons, un globule avec tigelle unie au centre de chaque canton ; légende ibérique divisée en quatre répartie dans les quatre cantons.

Une partie s'installe sur les hauteurs de la vallée de la Garonne au IIIe siècle av. J.-C. Leur déplacement vers le sud de la Gaule pourrait être lié aux débouchés qu'offrait le mercenariat (offres de la part des Grecs, Carthaginois et Romains).[réf. nécessaire]
En s'installant dans la région, ils supplantent et assimilent progressivement le substrat des populations ibères qui les ont précédés dans la région.
Le nom des Volques tectosages signifierait, selon Venceslas Kruta, « Volques nomades » (tecto-sagii signifiant « chercheurs de toit », et Volques, selon les interprétations, soit « peuples », soit « faucons » c'est-à-dire « braves et rapides »).
Les Volques Tectosages ont participé à la « grande expédition » de 280 av. J.-C. qui les a conduits en Asie Mineure où les Tectosages forment un des trois grands peuples des Galates. La tradition veut que les Volques Tectosages de l'actuelle région toulousaine aient participé à cette grande expédition. Ils auraient participé au pillage du sanctuaire de Delphes et auraient rapporté en Gaule un butin qui serait à l'origine de l'or de Toulouse. Cet or aurait été récupéré par les armées romaines lors de la conquête de la Gaule dite Narbonnaise, future province romaine de la Gaule narbonnaise.

## Sources historiques
- Jules César, Commentaires sur la Guerre des Gaules, I-VIII.
- Diodore de Sicile, Bibliothèque historique, V.
- Strabon, Géographie, IV.
- Pline l'Ancien, Histoire naturelle, III.
- Ptolémée, Traité de géographie, II.